# Вислоцький Василь Михайлович
Василь Михайлович Вислоцький (нар. 26 липня 1967, с. Ягільниця, Тернопільська область) — український підприємець, громадсько-політичний діяч, меценат. Заслужений працівник сільського господарства України (2018).

## Життєпис
Василь Вислоцький народився 26 липня 1967 року в селі Ягільниця, нині Нагірянської громади Чортківського району Тернопільської области України.
Навчався в Ягільницькій та Нагірянській середніх школах. Закінчив Львівську ветеринарну академію (1991).
У 1996—1998 роках проходив службу в армії.
Працював головним ветлікарем у відгодівельному комплексі «Міжгосподарське підприємство "Нагірянка"» (1991—1997); головним ветлікарем, головним зоотехніком, заступником директора, директором Ягільницького кінзаводу (1997—2000), заступником виконавчого директора по сільськогосподарських роботах ЗАТ «Агропарк» (2000—2002), приватним підприємцем (2002—2010).
Від 2010 — директор ПСП «Ягільниця-В». Власник торгової марки «Нагірянський млин».

### Громадсько-політична діяльність
Депутат Чортківської районної ради 2-х скликань, Тернопільської обласної ради (2015, від 2020). Член партії «Європейська Солідарність». Голова комісії з питань земельних відносин, агропромислового комплексу та розвитку села.

## Нагороди
- заслужений працівник сільського господарства України (20 січня 2018) — за значний особистий внесок у державне будівництво, соціально-економічний, науково-технічний, культурно-освітній розвиток Української держави, вагомі трудові досягнення, багаторічну сумлінну працю[12].
- лауреат конкурсу «Людина року-2022» на Тернопільщині[13].